# Petrusevangeliet
Petrusevangeliet är ett evangelium skrivet i Petrus namn, troligen i mitten av 100-talet. Vissa forskare menar dock, att det innehåller material som kan vara äldre än de fyra kanoniska evangelierna.
Petrusevangeliet är författat i Syrien och beskriver mycket utförligt vissa händelser vid Jesu död och uppståndelse. 
Texten, som räknas till Nya testamentets apokryfer, upptäcktes 1887 av Urbain Bouriant i en grav vid ett kloster i Akhmim i nordliga Egypten.